# Květoslav
Květoslav je mužské křestní jméno slovanského původu, jedná se o obdobu z latiny pocházejícího jména Florián. Podle českého kalendáře má svátek 4. května.

## Statistické údaje
Následující tabulka uvádí četnost jména v ČR a pořadí mezi mužskými jmény ve srovnání dvou roků, pro které jsou dostupné údaje MV ČR – lze z ní tedy vysledovat trend v užívání tohoto jména:
| Rok       | Četnost    | Pořadí      |
| 1999      | 3818       | 96.         |
| 2002      | 3676       | 96.         |
| Porovnání | o 142 méně | žádná změna |
| 2006      | 3327       | 107.        |

Změna procentního zastoupení tohoto jména mezi žijícími muži v ČR (tj. procentní změna se započítáním celkového úbytku mužů v ČR za sledované tři roky 1999–2002) je −3,0 %, což svědčí o poměrně strmém poklesu obliby tohoto jména.

## Zdrobněliny
Květa, Květek, Kvítek, Slávek, Slavo, Slav

## Známí nositelé jména
- Květoslav Chvatík – český literární vědec
- Květoslav Minařík – český jogín, zástupce a zastánce praktické mystiky
- Květoslav Svoboda – český plavec

fiktivní osoby
- Květoslav Straka – postava z filmu Nejistá sezóna
- Květoslav Švach – hlavní postava románu Sedmikostelí